# یوگنیا بوچکاریووا
یوگنیا بوچکاریووا (به انگلیسی: Yevgeniya Bochkaryova) ژیمناست زادهٔ ۱۰ ژوئن ۱۹۸۰ میلادی اهل کشور روسیه است.